# Europa-Mannschaftsmeisterschaft im Schach 1965
Die 3. Europa-Mannschaftsmeisterschaft im Schach fand vom 6. Juni bis 16. Juni 1965 in Hamburg statt und war ein Mannschaftswettbewerb der stärksten Nationalteams aus Europa.
Die beiden Erstplatzierten der Mannschaftseuropameisterschaft 1961, Sowjetunion und Jugoslawien, waren direkt für die Endrunde teilnahmeberechtigt.
- Organisator: Willy Fohl (BRD)
- Bedenkzeit: für die ersten 40 Züge 2 Stunden und 30 Minuten, danach eine Stunde für weitere 16 Züge.

## Qualifikation

### Gruppe 1
- Hengelo, 29.–30. Juni 1963
- Skalitzka-System (Crepaux system)

| № | Mannschaft  | 1  | 2  | 3  |  | + | − | = | Punkte |
| - | ----------- | -- | -- | -- |  | - | - | - | ------ |
| 1 | Niederlande | –  | 6½ | 9½ |  | 2 | 0 | 0 | 16     |
| 2 | Spanien     | 3½ | –  | 8½ |  | 1 | 1 | 0 | 12     |
| 3 | Luxemburg   | ½  | 1½ | –  |  | 0 | 2 | 0 | 2      |

#### Mannschaftsaufstellungen

##### Niederlande
| Spieler               | 1. Tag       | 1. Tag    | 2. Tag       | 2. Tag    |  | + | − | = | Punkte   |
| Spieler               | Spanien 1945 | Luxemburg | Spanien 1945 | Luxemburg |  | + | − | = | Punkte   |
| --------------------- | ------------ | --------- | ------------ | --------- |  | - | - | - | -------- |
| Max Euwe              |              | 1         | ½            |           |  | 1 | 0 | 1 | 1½ aus 2 |
| Lodewijk Prins        |              | 1         | 1            |           |  | 2 | 0 | 0 | 2 aus 2  |
| Haije Kramer          |              | ½         | ½            |           |  | 0 | 0 | 2 | 1 aus 2  |
| Fritz Roessel         |              | 1         | 1            |           |  | 2 | 0 | 0 | 2 aus 2  |
| Franciscus Henneberke |              | 1         | 1            |           |  | 2 | 0 | 0 | 2 aus 2  |
| Carel Van den Berg    | ½            |           |              | 1         |  | 1 | 0 | 1 | 1½ aus 2 |
| Theo van Scheltinga   | 1            |           |              | 1         |  | 2 | 0 | 0 | 2 aus 2  |
| Nicolaas Cortlever    | ½            |           |              | 1         |  | 1 | 0 | 1 | 1½ aus 2 |
| Johan Barendregt      | ½            |           |              |           |  | 0 | 0 | 1 | ½ aus 1  |
| Paul De Rooi          |              |           |              | 1         |  | 1 | 0 | 0 | 1 aus 1  |
| Eduard Spanjaard      | 0            |           |              | 1         |  | 1 | 1 | 0 | 1 aus 2  |

##### Spanien
| Spieler                    | 1           | 2           | 3         | 4         |  | + | − | = | Punkte   |
| Spieler                    | Niederlande | Niederlande | Luxemburg | Luxemburg |  | + | − | = | Punkte   |
| -------------------------- | ----------- | ----------- | --------- | --------- |  | - | - | - | -------- |
| Arturo Pomar Salamanca     |             | ½           | 1         |           |  | 1 | 0 | 1 | 1½ aus 2 |
| Rafael Saborido Carné      |             | 0           | ½         |           |  | 0 | 1 | 1 | ½ aus 2  |
| Román Bordell Rosell       |             | ½           | 1         |           |  | 1 | 0 | 1 | 1½ aus 2 |
| Francisco García Orus      |             | 0           | 1         |           |  | 1 | 0 | 1 | 1 aus 2  |
| José Luís Fernández García |             | 0           | 1         |           |  | 1 | 0 | 1 | 1 aus 2  |
| Jaime Sicilia Pardo        |             |             |           | 1         |  | 1 | 0 | 0 | 1 aus 1  |
| Miguel Albareda Creus      | ½           |             |           |           |  | 0 | 0 | 1 | ½ aus 1  |
| Jaime Llado Lumbera        | 0           |             |           | 0         |  | 0 | 2 | 0 | 0 aus 2  |
| Pedro Puig Pulido          | ½           |             |           | 1         |  | 1 | 0 | 1 | 1½ aus 2 |
| Eduardo Franco Raymundo    | ½           |             |           | 1         |  | 1 | 0 | 1 | 1½ aus 2 |
| Eduardo Pérez Gonsalves    | 1           |             |           | 1         |  | 2 | 0 | 0 | 2 aus 2  |

##### Luxemburg
| Spieler           | 1            | 2            | 3           | 4           |  | + | − | = | Punkte  |
| Spieler           | Spanien 1945 | Spanien 1945 | Niederlande | Niederlande |  | + | − | = | Punkte  |
| ----------------- | ------------ | ------------ | ----------- | ----------- |  | - | - | - | ------- |
| Raymond Schneider | 0            |              |             | 0           |  | 0 | 2 | 0 | 0 aus 2 |
| Louis Philippe    | ½            |              |             | 0           |  | 0 | 0 | 1 | ½ aus 2 |
| Bernard Simon     | 0            |              |             | 0           |  | 0 | 2 | 0 | 0 aus 2 |
| Francis Thill     | 0            |              |             | 0           |  | 0 | 2 | 0 | 0 aus 2 |
| Wiget             | 0            |              |             | 0           |  | 0 | 2 | 0 | 0 aus 2 |
| Jean Dahm         |              | 0            | 0           |             |  | 0 | 2 | 0 | 0 aus 2 |
| Paul Peters       |              | 1            | 0           |             |  | 1 | 1 | 0 | 1 aus 2 |
| Christophe Marz   |              | 0            | ½           |             |  | 0 | 0 | 1 | ½ aus 2 |
| Lucien Schneider  |              | 0            | 0           |             |  | 0 | 2 | 0 | 0 aus 2 |
| Mousel            |              | 0            | 0           |             |  | 0 | 2 | 0 | 0 aus 2 |

### Gruppe 2
- Bad Pyrmont, Oktober 1963
- Skalitzka-System (Crepaux system) doppelrundig

| № | Mannschaft     | 1 | 1 | 2 | 2 | 3 | 3 |  | + | − | = | Punkte |
| - | -------------- | - | - | - | - | - | - |  | - | - | - | ------ |
| 1 | BR Deutschland | – | – | 5 | 7 | 6 | 9 |  | 3 | 0 | 1 | 27     |
| 2 | Österreich     | 5 | 3 | – | – | 6 | 7 |  | 2 | 1 | 1 | 21     |
| 3 | Schweiz        | 4 | 1 | 4 | 3 | – | – |  | 0 | 4 | 0 | 12     |

#### Mannschaftsaufstellungen

##### BRD
| Spieler            | 1. Tag  | 1. Tag  | 2. Tag     | 2. Tag     | 3. Tag  | 3. Tag  | 4. Tag     | 4. Tag     |  | + | − | = | Punkte   |
| Spieler            | Schweiz | Schweiz | Osterreich | Osterreich | Schweiz | Schweiz | Osterreich | Osterreich |  | + | − | = | Punkte   |
| ------------------ | ------- | ------- | ---------- | ---------- | ------- | ------- | ---------- | ---------- |  | - | - | - | -------- |
| Wolfgang Unzicker  | ½       |         |            | 1          | 1       |         |            | 1          |  | 3 | 0 | 1 | 3½ aus 4 |
| Hans-Joachim Hecht | ½       |         |            | 1          | 1       |         |            | 1          |  | 3 | 0 | 1 | 3½ aus 4 |
| Wolfram Bialas     | 0       |         |            | ½          | 1       |         |            | 1          |  | 2 | 1 | 1 | 2½ aus 4 |
| Werner Kohl        | ½       | 0       |            |            |         |         |            |            |  | 0 | 1 | 1 | ½ aus 2  |
| Mathias Gerusel    |         |         |            | 1          | 1       |         |            | 0          |  | 2 | 1 | 0 | 2 aus 3  |
| Hans-Peter Lohsse  | 1       |         |            | ½          |         |         | 1          |            |  | 2 | 0 | 1 | 2½ aus 3 |
| Lothar Schmid      |         | 1       | ½          |            |         | 1       | 0          |            |  | 2 | 1 | 1 | 2½ aus 4 |
| Christian Clemens  |         | 1       | 0          |            |         | 1       | ½          |            |  | 2 | 1 | 1 | 2½ aus 4 |
| Sigmund Wolk       |         |         | 0          |            |         | 1       | ½          |            |  | 1 | 1 | 1 | 1½ aus 3 |
| Karlheinz Bachmann |         | ½       | 0          |            |         | 0       |            |            |  | 0 | 2 | 1 | ½ aus 3  |
| Werner Pesch       |         |         | ½          |            |         | 1       | 1          |            |  | 2 | 0 | 1 | 2½ aus 3 |
| Paul Ellrich       |         | 1       |            |            | 1       |         |            | 1          |  | 3 | 0 | 0 | 3 aus 3  |

##### Österreich
| Spieler               | 1. Tag  | 1. Tag  | 2. Tag      | 2. Tag      | 3. Tag  | 3. Tag  | 4. Tag      | 4. Tag      |  | + | − | = | Punkte   |
| Spieler               | Schweiz | Schweiz | Deutschland | Deutschland | Schweiz | Schweiz | Deutschland | Deutschland |  | + | − | = | Punkte   |
| --------------------- | ------- | ------- | ----------- | ----------- | ------- | ------- | ----------- | ----------- |  | - | - | - | -------- |
| Alfred Beni           | ½       |         |             | 0           | 1       |         |             | 0           |  | 1 | 2 | 1 | 1½ aus 4 |
| Anton Gragger         | 1       |         |             | 0           | 1       |         |             | 0           |  | 2 | 2 | 0 | 2 aus 4  |
| Ernst Stöckl          | ½       |         |             | ½           | 0       |         |             | 0           |  | 0 | 2 | 2 | 1 aus 4  |
| Felix Winiwarter      | 1       |         |             | 0           | 1       |         |             | 1           |  | 3 | 1 | 0 | 3 aus 4  |
| Thaddäus Leinweber    | 1       |         |             | ½           | 1       | ½       |             |             |  | 2 | 0 | 2 | 3 aus 4  |
| Andreas Dückstein     |         | 0       | ½           |             |         | ½       | 1           |             |  | 1 | 1 | 2 | 2 aus 4  |
| Alexander Prameshuber |         | ½       | 1           |             |         | 1       | ½           |             |  | 2 | 0 | 2 | 3 aus 4  |
| Anton Kinzel          |         | ½       | 1           |             |         | 1       | ½           |             |  | 2 | 0 | 2 | 3 aus 4  |
| Josef Lokvenc         |         | ½       | 1           |             |         | 0       | 0           |             |  | 1 | 2 | 1 | 1½ aus 4 |
| Hans Busek            |         | ½       | ½           |             |         |         | 0           | 0           |  | 0 | 2 | 2 | 1 aus 4  |

##### Schweiz
| Spieler            | 1. Tag      | 1. Tag      | 2. Tag     | 2. Tag     | 3. Tag      | 3. Tag      | 4. Tag     | 4. Tag     |  | + | − | = | Punkte   |
| Spieler            | Deutschland | Deutschland | Osterreich | Osterreich | Deutschland | Deutschland | Osterreich | Osterreich |  | + | − | = | Punkte   |
| ------------------ | ----------- | ----------- | ---------- | ---------- | ----------- | ----------- | ---------- | ---------- |  | - | - | - | -------- |
| Dieter Keller      | ½           |             |            | 1          | 0           |             |            | ½          |  | 1 | 1 | 2 | 2 aus 4  |
| Hermann Emden      | ½           |             |            | ½          | 0           |             |            | 0          |  | 0 | 2 | 2 | 1 aus 4  |
| Hans Weiss         | 1           |             |            | ½          | 0           |             |            | 0          |  | 1 | 2 | 1 | 1½ aus 4 |
| Peter Hohler       | ½           | ½           |            |            |             | 1           | 0          |            |  | 1 | 1 | 2 | 2 aus 4  |
| Fritz Ronsperger   | 0           |             |            |            |             |             | 0          |            |  | 0 | 2 | 0 | 0 aus 2  |
| Renzo Castagna     |             | 0           | ½          |            |             | 0           | 0          |            |  | 0 | 3 | 1 | ½ aus 4  |
| Wladimir Naef      |             | 0           | 0          |            |             | 0           | 0          |            |  | 0 | 4 | 0 | 0 aus 4  |
| Walter Baumgartner |             | 1           | ½          |            |             | 0           | 1          |            |  | 2 | 1 | 1 | 2½ aus 4 |
| Claude Olsommer    |             |             | 0          | ½          | 0           |             |            |            |  | 0 | 2 | 1 | ½ aus 3  |
| Werner Eggenberger |             |             | 0          |            |             |             |            | ½          |  | 0 | 1 | 1 | ½ aus 2  |
| Jean Chevre        |             | 0           |            |            |             | 0           |            |            |  | 0 | 2 | 0 | 0 aus 2  |
| Marcel Markus      |             |             |            | ½          | 0           |             |            | 1          |  | 1 | 1 | 1 | 1½ aus 3 |

### Gruppe 3
- Sinaia, August 1964
- Rundenturnier

| № | Mannschaft                      | 1  | 1 | 2  | 2  | 3  | 3  | 4  | 4  |  | + | − | = | Punkte |
| - | ------------------------------- | -- | - | -- | -- | -- | -- | -- | -- |  | - | - | - | ------ |
| 1 | Ungarn                          | –  | – | 8½ | 5  | 6  | 6  | 7  | 7  |  | 5 | 1 | 0 | 39½    |
| 2 | Rumänien                        | 1½ | 5 | –  | –  | 6  | 6½ | 5½ | 7  |  | 4 | 1 | 1 | 31½    |
| 3 | Deutsche Demokratische Republik | 4  | 4 | 4  | 3½ | –  | –  | 5½ | 4½ |  | 1 | 5 | 0 | 25½    |
| 4 | Bulgarien                       | 3  | 3 | 4½ | 3  | 4½ | 5½ | –  | –  |  | 1 | 5 | 0 | 23½    |

#### Mannschaftsaufstellungen

##### Ungarn
| №        | Spieler         | 1                                       | 2         | 3        | 4                                       | 5         | 6        |  | + | − | = | Punkte     |
| №        | Spieler         | Deutschland Demokratische Republik 1949 | Bulgarien | Rumänien | Deutschland Demokratische Republik 1949 | Bulgarien | Rumänien |  | + | − | = | Punkte     |
| -------- | --------------- | --------------------------------------- | --------- | -------- | --------------------------------------- | --------- | -------- |  | - | - | - | ---------- |
| 1        | Lajos Portisch  | ½                                       | ½         | 1        | ½                                       |           | ½        |  | 1 | 0 | 4 | 3 aus 5    |
| 2        | László Szabó    | 0                                       | ½         | 1        | 1                                       | ½         |          |  | 2 | 1 | 2 | 3 aus 5    |
| 3        | Gedeon Barcza   |                                         | ½         | ½        | ½                                       | 1         | ½        |  | 1 | 0 | 4 | 3 aus 5    |
| 4        | Levente Lengyel | 0                                       | 1         | ½        | ½                                       | ½         | 0        |  | 1 | 2 | 3 | 2½ aus 6   |
| 5        | István Bilek    | ½                                       | ½         | 1        |                                         | 1         | ½        |  | 2 | 0 | 3 | 3½ aus 5   |
| 6        | Győző Forintos  | 1                                       | 1         | ½        | ½                                       | 1         | ½        |  | 3 | 0 | 3 | 4½ aus 6   |
| 7        | Péter Dely      | 1                                       | ½         | 1        | ½                                       |           | ½        |  | 2 | 0 | 3 | 3½ aus 5   |
| 8        | László Bárczay  | 1                                       | 1         | 1        | 0                                       | 0         |          |  | 3 | 0 | 2 | 3 aus 5    |
| 9        | János Flesch    | 1                                       | 1         | 1        | ½                                       | 1         | ½        |  | 4 | 0 | 2 | 5 aus 6    |
| 10       | Károly Honfi    | ½                                       |           | 1        | 1                                       | ½         | 0        |  | 2 | 1 | 2 | 3 aus 5    |
| res.     | Ervin Haág      | ½                                       |           |          |                                         | ½         | 1        |  | 1 | 0 | 2 | 2 aus 3    |
| res.     | György Szilágyi |                                         | ½         |          | 1                                       | 1         | 1        |  | 3 | 0 | 1 | 3½ aus 4   |
| Ergebnis | Ergebnis        | 6                                       | 7         | 8½       | 6                                       | 7         | 5        |  |   |   |   | 39½ aus 60 |

##### Rumänien
| №        | Spieler           | 1         | 2                                       | 3      | 4         | 5                                       | 6      |  | + | − | = | Punkte     |
| №        | Spieler           | Bulgarien | Deutschland Demokratische Republik 1949 | Ungarn | Bulgarien | Deutschland Demokratische Republik 1949 | Ungarn |  | + | − | = | Punkte     |
| -------- | ----------------- | --------- | --------------------------------------- | ------ | --------- | --------------------------------------- | ------ |  | - | - | - | ---------- |
| 1        | Theodor Ghițescu  | ½         | 1                                       | 0      | 1         | ½                                       | ½      |  | 2 | 1 | 3 | 3½ aus 6   |
| 2        | Victor Ciocâltea  | ½         | ½                                       | 0      | 1         | 1                                       | ½      |  | 2 | 1 | 3 | 3½ aus 6   |
| 3        | Florin Gheorghiu  | ½         | 1                                       | ½      | 1         | 1                                       | 1      |  | 4 | 0 | 2 | 5 aus 6    |
| 4        | Constantin Botez  | ½         | ½                                       | ½      | ½         | ½                                       | ½      |  | 0 | 0 | 6 | 3 aus 6    |
| 5        | Emanoil Reicher   | ½         | ½                                       | 0      | 0         | ½                                       | ½      |  | 0 | 2 | 4 | 2 aus 6    |
| 6        | Bela Soós         | ½         | 1                                       | ½      | 1         | 1                                       | ½      |  | 3 | 0 | 3 | 4½ aus 6   |
| 7        | Corvin Radovici   | 1         | ½                                       | 0      | ½         | ½                                       | ½      |  | 1 | 1 | 4 | 3 aus 6    |
| 8        | Gheorghe Mititelu | ½         | ½                                       | 0      | 0         | ½                                       | 1      |  | 1 | 2 | 3 | 2½ aus 6   |
| 9        | Mircea Pavlov     | ½         | 0                                       |        | 1         | ½                                       | 0      |  | 1 | 2 | 2 | 2 aus 5    |
| 10       | Miron Nacu        |           | ½                                       |        | 1         | ½                                       | 0      |  | 1 | 1 | 2 | 2 aus 4    |
| res.     | Serban Neamtu     |           |                                         | 0      |           |                                         |        |  | 0 | 1 | 0 | 0 aus 1    |
| res.     | Traian Stanciu    | ½         |                                         | 0      |           |                                         |        |  | 0 | 1 | 1 | ½ aus 2    |
| Ergebnis | Ergebnis          | 5½        | 6                                       | 1½     | 7         | 6½                                      | 5      |  |   |   |   | 31½ aus 60 |

##### DDR
| №        | Spieler           | 1      | 2        | 3         | 4      | 5        | 6         |  | + | − | = | Punkte     |
| №        | Spieler           | Ungarn | Rumänien | Bulgarien | Ungarn | Rumänien | Bulgarien |  | + | − | = | Punkte     |
| -------- | ----------------- | ------ | -------- | --------- | ------ | -------- | --------- |  | - | - | - | ---------- |
| 1        | Wolfgang Uhlmann  | ½      | 0        | 1         | ½      | ½        | ½         |  | 1 | 1 | 4 | 3 aus 6    |
| 2        | Burkhard Malich   | 1      | ½        | 0         | 0      | 0        | ½         |  | 1 | 3 | 2 | 2 aus 6    |
| 3        | Heinz Liebert     | 1      | 0        | 1         | ½      | 0        | ½         |  | 2 | 2 | 2 | 3 aus 6    |
| 4        | Reinhart Fuchs    | ½      | ½        | ½         | ½      | ½        | ½         |  | 0 | 0 | 6 | 3 aus 6    |
| 5        | Werner Golz       | 0      |          | 0         | ½      | ½        | ½         |  | 0 | 2 | 3 | 1½ aus 5   |
| 6        | Günther Möhring   | 0      | ½        | 1         | ½      | 0        | ½         |  | 1 | 2 | 3 | 2½ aus 6   |
| 7        | Jürgen Mädler     | 0      | 0        | ½         | 1      | ½        | 0         |  | 1 | 3 | 2 | 2 aus 6    |
| 8        | Fritz Baumbach    | 0      | ½        | 1         | ½      | ½        | ½         |  | 1 | 1 | 4 | 3 aus 6    |
| 9        | Detlef Neukirch   | ½      | ½        | 0         |        | ½        | ½         |  | 0 | 1 | 4 | 2 aus 5    |
| 10       | Horst Handel      | ½      | 1        | ½         | 0      | ½        |           |  | 1 | 1 | 3 | 2½ aus 5   |
| res.     | Hartmut Badestein |        | ½        |           | 0      |          | ½         |  | 0 | 1 | 2 | 1 aus 3    |
| Ergebnis | Ergebnis          | 4      | 4        | 5½        | 4      | 3½       | 4½        |  |   |   |   | 25½ aus 60 |

##### Bulgarien
| №        | Spieler           | 1        | 2      | 3                                       | 4        | 5      | 6                                       |  | + | − | = | Punkte     |
| №        | Spieler           | Rumänien | Ungarn | Deutschland Demokratische Republik 1949 | Rumänien | Ungarn | Deutschland Demokratische Republik 1949 |  | + | − | = | Punkte     |
| -------- | ----------------- | -------- | ------ | --------------------------------------- | -------- | ------ | --------------------------------------- |  | - | - | - | ---------- |
| 1        | Georgi Tringow    | ½        | ½      | 0                                       | 0        | ½      | ½                                       |  | 0 | 2 | 2 | 4 aus 6    |
| 2        | Nikola Padewski   | ½        | ½      | 1                                       | 0        | 0      | ½                                       |  | 1 | 2 | 3 | 2½ aus 6   |
| 3        | Atanas Kolarov    | ½        | ½      | 0                                       | 0        | ½      | ½                                       |  | 0 | 2 | 4 | 2 aus 6    |
| 4        | Luben Popov       | ½        | 0      | ½                                       | ½        | 0      |                                         |  | 0 | 2 | 3 | 1½ aus 5   |
| 5        | Milko Bobozow     | ½        | ½      | 1                                       | 1        | 0      | ½                                       |  | 2 | 1 | 3 | 3½ aus 6   |
| 6        | Zdravko Milev     | ½        | 0      | 0                                       | 0        |        | ½                                       |  | 0 | 3 | 2 | 1 aus 5    |
| 7        | Nikolay Minev     | 0        | ½      | ½                                       | ½        | 1      | ½                                       |  | 1 | 1 | 4 | 3 aus 6    |
| 8        | Nikola Spiridonow | ½        | 0      | 0                                       |          | 0      | 1                                       |  | 1 | 3 | 1 | 1½ aus 5   |
| 9        | Iwan Radulow      | ½        | 0      | 1                                       | 1        | ½      | ½                                       |  | 2 | 1 | 3 | 3½ aus 6   |
| 10       | Zdravko Kadrev    | ½        | ½      | ½                                       | 0        |        | ½                                       |  | 0 | 1 | 4 | 2 aus 5    |
| res.     | Oleg Neikirch     |          |        |                                         | 0        | ½      | ½                                       |  | 0 | 1 | 2 | 1 aus 3    |
| res.     | Georgi Daskalov   |          |        |                                         |          | 0      |                                         |  | 0 | 1 | 0 | 0 aus 1    |
| Ergebnis | Ergebnis          | 4½       | 3      | 4½                                      | 3        | 3      | 5½                                      |  |   |   |   | 23½ aus 60 |

## Finale
| № | Mannschaft  | 1  | 1  | 2  | 2  | 3  | 3  | 4  | 4  | 5  | 5  | 6  | 6  |  | + | −  | = | Punkte |
| - | ----------- | -- | -- | -- | -- | -- | -- | -- | -- | -- | -- | -- | -- |  | - | -- | - | ------ |
| 1 | Sowjetunion | –  | –  | 6  | 7  | 6  | 4½ | 6½ | 6½ | 8  | 6½ | 7½ | 7½ |  | 9 | 1  | 0 | 66     |
| 2 | Jugoslawien | 4  | 3  | –  | –  | 4½ | 4½ | 6½ | 6½ | 7  | 6½ | 7  | 7½ |  | 6 | 4  | 0 | 57     |
| 3 | Ungarn      | 4  | 5½ | 5½ | 5½ | –  | –  | 6  | 5½ | 6½ | 6½ | 6  | 6  |  | 9 | 1  | 0 | 57     |
| 4 | Deutschland | 3½ | 3½ | 3½ | 3½ | 4  | 4½ | –  | –  | 4  | 5  | 6½ | 7  |  | 2 | 7  | 1 | 45     |
| 5 | Rumänien    | 2  | 3½ | 3  | 3½ | 3½ | 3½ | 6  | 5  | –  | –  | 5½ | 6  |  | 3 | 6  | 1 | 41½    |
| 6 | Niederlande | 2½ | 2½ | 3  | 2½ | 4  | 4  | 3½ | 3  | 4½ | 4  | –  | –  |  | 0 | 10 | 0 | 33½    |

### Mannschaftsaufstellungen

#### Sowjetunion
| №        | Spieler            | 1           | 2        | 3                                              | 4      | 5           | 6           | 7        | 8                                              | 9      | 10          |  | + | − | = | Punkte     |
| №        | Spieler            | Deutschland | Rumänien | Jugoslawien Sozialistische Föderative Republik | Ungarn | Niederlande | Deutschland | Rumänien | Jugoslawien Sozialistische Föderative Republik | Ungarn | Niederlande |  | + | − | = | Punkte     |
| -------- | ------------------ | ----------- | -------- | ---------------------------------------------- | ------ | ----------- | ----------- | -------- | ---------------------------------------------- | ------ | ----------- |  | - | - | - | ---------- |
| 1        | Tigran Petrosjan   | ½           | ½        | ½                                              | ½      | ½           | ½           | ½        | 1                                              | ½      | 1           |  | 2 | 0 | 8 | 6 aus 10   |
| 2        | Michail Botwinnik  | ½           | 1        | ½                                              | ½      | 1           | 0           |          | 0                                              | 0      |             |  | 2 | 3 | 3 | 3½ aus 8   |
| 3        | Viktor Kortschnoi  | ½           | 1        | 1                                              | 1      | 1           | 0           | ½        |                                                | 0      | ½           |  | 4 | 2 | 3 | 5½ aus 9   |
| 4        | Wassili Smyslow    | ½           | ½        | ½                                              |        | ½           | 1           | ½        | 1                                              | ½      | 1           |  | 3 | 0 | 6 | 6 aus 9    |
| 5        | Dawid Bronstein    | 1           | ½        | ½                                              |        | 1           | ½           | 0        | ½                                              | ½      | ½           |  | 2 | 1 | 6 | 5 aus 9    |
| 6        | Leonid Stein       | 1           | 1        | ½                                              | ½      | 1           | ½           | ½        | ½                                              | ½      | 1           |  | 4 | 0 | 6 | 7 aus 10   |
| 7        | Mark Taimanow      | ½           | 1        | ½                                              | ½      | 0           | 1           |          | ½                                              |        | 1           |  | 3 | 1 | 4 | 5 aus 8    |
| 8        | Juri Awerbach      | 1           | ½        | 1                                              | 0      | 1           |             | 1        | 1                                              |        | ½           |  | 5 | 1 | 2 | 6 aus 8    |
| 9        | Nikolai Krogius    | ½           |          | ½                                              | 1      | ½           | 1           | ½        |                                                | 0      | ½           |  | 2 | 1 | 5 | 4½ aus 8   |
| 10       | Issaak Boleslawski | ½           |          |                                                | ½      | 1           |             | 1        | 1                                              | 1      |             |  | 4 | 0 | 2 | 5 aus 6    |
| 1r.      | Anatoli Lein       |             | 1        |                                                | 1      |             | 1           | 1        | 1                                              | ½      | ½           |  | 5 | 0 | 2 | 6 aus 7    |
| 2r.      | Anatoli Lutikow    |             | 1        | ½                                              | ½      |             | 1           | 1        | ½                                              | 1      | 1           |  | 5 | 0 | 3 | 6½ aus 8   |
| Ergebnis | Ergebnis           | 6½          | 8        | 6                                              | 6      | 7½          | 6½          | 6½       | 7                                              | 4½     | 7½          |  |   |   |   | 66 aus 100 |

#### Jugoslawien
| №        | Spieler              | 1      | 2           | 3           | 4        | 5           | 6      | 7           | 8           | 9        | 10          |  | + | − | = | Punkte     |
| №        | Spieler              | Ungarn | Niederlande | Sowjetunion | Rumänien | Deutschland | Ungarn | Niederlande | Sowjetunion | Rumänien | Deutschland |  | + | − | = | Punkte     |
| -------- | -------------------- | ------ | ----------- | ----------- | -------- | ----------- | ------ | ----------- | ----------- | -------- | ----------- |  | - | - | - | ---------- |
| 1        | Borislav Ivkov       | ½      | 0           | ½           | ½        | ½           | ½      | 1           | 0           | ½        | 1           |  | 2 | 2 | 6 | 5 aus 10   |
| 2        | Svetozar Gligorić    | 0      | 1           | ½           | ½        | 1           | 1      | ½           | 1           | 1        | ½           |  | 5 | 1 | 4 | 7 aus 10   |
| 3        | Aleksandar Matanović | 1      | 1           | 0           | ½        | ½           | ½      | 1           | 0           | ½        | ½           |  | 3 | 2 | 5 | 5½ aus 10  |
| 4        | Milan Matulović      | ½      | 1           | ½           | 1        | ½           | ½      | ½           | ½           | ½        | 1           |  | 3 | 0 | 7 | 6½ aus 10  |
| 5        | Bruno Parma          | ½      | ½           | ½           | 1        | ½           | ½      | ½           | ½           | ½        | ½           |  | 1 | 0 | 9 | 5½ aus 10  |
| 6        | Petar Trifunović     | ½      | ½           | ½           | ½        |             | ½      |             | ½           |          | ½           |  | 0 | 0 | 7 | 3½ aus 7   |
| 7        | Mato Damjanović      | ½      | ½           | ½           | ½        | ½           |        | 1           | 0           | ½        | 0           |  | 1 | 2 | 6 | 4 aus 9    |
| 8        | Mijo Udovčić         |        | 1           | 0           | 1        | 1           | 0      | 1           | 0           | 1        | 1           |  | 6 | 3 | 0 | 6 aus 9    |
| 9        | Dragoljub Ćirić      | ½      | 1           | ½           | ½        | 1           | 0      | ½           | 0           |          |             |  | 2 | 2 | 4 | 4 aus 8    |
| 10       | Dragoljub Minić      |        | ½           | ½           | 1        | ½           | ½      | ½           | ½           | 0        |             |  | 1 | 1 | 6 | 4 aus 8    |
| 1r.      | Dražen Marović       | ½      |             |             |          | ½           | ½      |             |             | 1        | 1           |  | 2 | 0 | 3 | 3½ aus 5   |
| 2r.      | Ivan Buljovcić       | 0      |             |             |          |             |        | 1           |             | 1        | ½           |  | 2 | 1 | 1 | 2½ aus 4   |
| Ergebnis | Ergebnis             | 4½     | 7           | 4           | 7        | 6½          | 4½     | 7½          | 3           | 6½       | 6½          |  |   |   |   | 57 aus 100 |

#### Ungarn
| №        | Spieler            | 1                                              | 2           | 3           | 4           | 5        | 6                                              | 7           | 8           | 9           | 10       |  | + | − | = | Punkte     |
| №        | Spieler            | Jugoslawien Sozialistische Föderative Republik | Deutschland | Niederlande | Sowjetunion | Rumänien | Jugoslawien Sozialistische Föderative Republik | Deutschland | Niederlande | Sowjetunion | Rumänien |  | + | − | = | Punkte     |
| -------- | ------------------ | ---------------------------------------------- | ----------- | ----------- | ----------- | -------- | ---------------------------------------------- | ----------- | ----------- | ----------- | -------- |  | - | - | - | ---------- |
| 1        | Lajos Portisch     | ½                                              | ½           | ½           | ½           | 1        | ½                                              |             | ½           | ½           | ½        |  | 1 | 0 | 8 | 5 aus 9    |
| 2        | László Szabó       | 1                                              | ½           | ½           | ½           | 0        | 0                                              | ½           | ½           | 1           | ½        |  | 2 | 2 | 6 | 5 aus 10   |
| 3        | István Bilek       | 0                                              |             | 1           | 0           | ½        | ½                                              | 0           | ½           | 1           | ½        |  | 2 | 3 | 4 | 4 aus 9    |
| 4        | Levente Lengyel    | ½                                              | ½           | ½           | ½           | ½        | ½                                              | 1           | ½           | ½           | ½        |  | 1 | 0 | 9 | 5½ aus 10  |
| 5        | Gedeon Barcza      | ½                                              | 1           | ½           | ½           | 1        | ½                                              | ½           | 1           | ½           | 1        |  | 4 | 0 | 6 | 7 aus 10   |
| 6        | Győző Forintos     | ½                                              | 1           | 1           | 1           | 1        | ½                                              | 0           | 1           | ½           | 1        |  | 6 | 1 | 3 | 7½ aus 10  |
| 7        | Károly Honfi       | ½                                              | ½           |             | 0           | 1        | 1                                              | 0           | 1           | 1           | ½        |  | 4 | 2 | 3 | 5½ aus 9   |
| 8        | Péter Dely         | ½                                              | ½           |             | ½           | ½        | 1                                              | 1           | ½           | 0           | ½        |  | 2 | 1 | 6 | 5 aus 9    |
| 9        | János Flesch       | ½                                              |             | ½           | 0           |          | ½                                              | 1           | ½           |             | ½        |  | 1 | 1 | 5 | 3½ aus 7   |
| 10       | Gyula Kluger       | 1                                              | ½           | 0           |             |          | ½                                              | ½           | 0           |             |          |  | 1 | 2 | 3 | 2½ aus 6   |
| 1r.      | József Pogáts      |                                                | ½           | 1           |             | ½        |                                                |             |             | ½           | 1        |  | 2 | 0 | 3 | 3½ aus 5   |
| 2r.      | László Navarovszky |                                                | ½           | ½           | ½           | ½        |                                                | 1           |             | 0           |          |  | 1 | 1 | 4 | 3 aus 6    |
| Ergebnis | Ergebnis           | 5½                                             | 6           | 6           | 4           | 6½       | 5½                                             | 5½          | 6           | 5½          | 6½       |  |   |   |   | 57 aus 100 |

#### BRD
| №        | Spieler               | 1           | 2      | 3        | 4           | 5                                              | 6           | 7      | 8        | 9           | 10                                             |  | + | − | = | Punkte     |
| №        | Spieler               | Sowjetunion | Ungarn | Rumänien | Niederlande | Jugoslawien Sozialistische Föderative Republik | Sowjetunion | Ungarn | Rumänien | Niederlande | Jugoslawien Sozialistische Föderative Republik |  | + | − | = | Punkte     |
| -------- | --------------------- | ----------- | ------ | -------- | ----------- | ---------------------------------------------- | ----------- | ------ | -------- | ----------- | ---------------------------------------------- |  | - | - | - | ---------- |
| 1        | Wolfgang Unzicker     | ½           | ½      | 0        | 0           | ½                                              | ½           | ½      | ½        | ½           | 0                                              |  | 0 | 3 | 7 | 3½ aus 10  |
| 2        | Lothar Schmid         | ½           | ½      | ½        | 1           | 0                                              | 1           | 1      | ½        | 1           | ½                                              |  | 4 | 1 | 5 | 6½ aus 10  |
| 3        | Helmut Pfleger        | ½           | ½      | ½        | 1           | ½                                              | 1           | 0      | ½        | ½           | ½                                              |  | 2 | 1 | 7 | 5½ aus 10  |
| 4        | Hans-Joachim Hecht    | ½           | 0      | ½        | ½           | ½                                              | 0           | ½      | ½        | ½           | 0                                              |  | 0 | 3 | 7 | 3½ aus 10  |
| 5        | Rudolf Teschner       | 0           | 0      | ½        | ½           | ½                                              | ½           |        | 1        | 1           | ½                                              |  | 2 | 2 | 5 | 4½ aus 9   |
| 6        | Paul Tröger           | 0           | ½      | 0        | 1           | ½                                              |             |        |          |             |                                                |  | 1 | 2 | 2 | 2 aus 5    |
| 7        | Hans Günther Kestler  | ½           | ½      | ½        | ½           | 0                                              | ½           | 1      | ½        | 1           | ½                                              |  | 2 | 1 | 7 | 5½ aus 10  |
| 8        | Robert Hübner         | 0           |        | ½        | 1           | 0                                              | 0           | 1      |          | 1           | 1                                              |  | 4 | 3 | 1 | 4½ aus 8   |
| 9        | Dieter Weise          | ½           | ½      | ½        | ½           |                                                |             | 0      | 0        | 1           | 0                                              |  | 1 | 3 | 4 | 3 aus 8    |
| 10       | Hans Besser           | ½           | ½      | ½        |             | ½                                              | 0           | 0      | ½        | 0           |                                                |  | 0 | 3 | 5 | 2½ aus 8   |
| 1r.      | Johannes Eising       |             | ½      |          |             | ½                                              | 0           | ½      | ½        | ½           | 0                                              |  | 0 | 2 | 5 | 2½ aus 7   |
| 2r.      | Gerhard Fahnenschmidt |             |        |          | ½           |                                                | 0           | 0      | ½        |             | ½                                              |  | 0 | 2 | 3 | 1½ aus 5   |
| Ergebnis | Ergebnis              | 3½          | 4      | 4        | 6½          | 3½                                             | 3½          | 4½     | 5        | 7           | 3½                                             |  |   |   |   | 45 aus 100 |

#### Rumänien
| №        | Spieler              | 1           | 2           | 3           | 4                                              | 5      | 6           | 7           | 8           | 9                                              | 10     |  | + | − | = | Punkte      |
| №        | Spieler              | Niederlande | Sowjetunion | Deutschland | Jugoslawien Sozialistische Föderative Republik | Ungarn | Niederlande | Sowjetunion | Deutschland | Jugoslawien Sozialistische Föderative Republik | Ungarn |  | + | − | = | Punkte      |
| -------- | -------------------- | ----------- | ----------- | ----------- | ---------------------------------------------- | ------ | ----------- | ----------- | ----------- | ---------------------------------------------- | ------ |  | - | - | - | ----------- |
| 1        | Florin Gheorghiu     | ½           | ½           | 1           | ½                                              | 0      | 0           | ½           | ½           | ½                                              | ½      |  | 1 | 2 | 7 | 4½ aus 10   |
| 2        | Victor Ciocâltea     | 0           | 0           | ½           | ½                                              | 1      | 1           | ½           | ½           | 0                                              | ½      |  | 2 | 3 | 5 | 4½ aus 10   |
| 3        | Theodor Ghițescu     | 0           | 0           | ½           | ½                                              | ½      | 1           | ½           | ½           | ½                                              | ½      |  | 1 | 2 | 7 | 4½ aus 10   |
| 4        | Corvin Radovici      | ½           | ½           | ½           | 0                                              | ½      | ½           | 1           | ½           | ½                                              | ½      |  | 1 | 1 | 8 | 5 aus 10    |
| 5        | Alexander Günsberger | ½           | ½           | ½           | 0                                              | 0      |             | ½           | 0           | ½                                              | 0      |  | 0 | 4 | 5 | 2½ aus 9    |
| 6        | Julius Szabó         | 1           | 0           | 1           | ½                                              | 0      | ½           | 0           | ½           | ½                                              | 0      |  | 2 | 4 | 4 | 4 aus 10    |
| 7        | Traian Stanciu       | ½           | 0           | ½           | ½                                              | 0      | 1           | ½           | 1           | 0                                              | ½      |  | 2 | 3 | 5 | 4½ aus 10   |
| 8        | Mircea Pavlov        | 1           | ½           | ½           | 0                                              | ½      | ½           | 0           | ½           | 1                                              | ½      |  | 2 | 2 | 6 | 5 aus 10    |
| 9        | Constantin Botez     | 1           | 0           | ½           | ½                                              | ½      | ½           | 0           |             | 0                                              | ½      |  | 1 | 3 | 5 | 3½ aus 9    |
| 10       | Miron Nacu           | ½           | 0           |             | 0                                              |        | ½           |             | ½           |                                                | 0      |  | 0 | 3 | 3 | 1½ aus 6    |
| 1r.      | Paul Voiculescu      |             |             | ½           |                                                | ½      | ½           | 0           | ½           | 0                                              |        |  | 0 | 2 | 4 | 2 aus 6     |
| Ergebnis | Ergebnis             | 5½          | 2           | 6           | 3                                              | 3½     | 6           | 3½          | 5           | 3½                                             | 3½     |  |   |   |   | 41½ aus 100 |

#### Niederlande
| №        | Spieler               | 1        | 2                                              | 3      | 4           | 5           | 6        | 7                                              | 8      | 9           | 10          |  | + | − | = | Punkte      |
| №        | Spieler               | Rumänien | Jugoslawien Sozialistische Föderative Republik | Ungarn | Deutschland | Sowjetunion | Rumänien | Jugoslawien Sozialistische Föderative Republik | Ungarn | Deutschland | Sowjetunion |  | + | − | = | Punkte      |
| -------- | --------------------- | -------- | ---------------------------------------------- | ------ | ----------- | ----------- | -------- | ---------------------------------------------- | ------ | ----------- | ----------- |  | - | - | - | ----------- |
| 1        | Johannes Donner       | ½        | 1                                              | ½      | 1           | ½           | 1        | 0                                              | ½      | ½           | 0           |  | 3 | 2 | 5 | 5½ aus 10   |
| 2        | Christian Langeweg    | 1        | 0                                              | ½      | 0           | 0           | 0        | ½                                              | ½      | 0           | ½           |  | 1 | 5 | 4 | 3 aus 10    |
| 3        | Carel van den Berg    | 1        | 0                                              | 0      | 0           | 0           |          | 0                                              | ½      | ½           |             |  | 1 | 5 | 2 | 2 aus 8     |
| 4        | Coen Zuidema          | ½        | 0                                              | ½      | ½           | ½           | 0        | ½                                              | ½      | ½           | 0           |  | 0 | 3 | 7 | 3½ aus 10   |
| 5        | Johan Barendregt      | ½        | ½                                              | ½      | ½           | 0           | ½        | ½                                              | 0      | 0           | ½           |  | 0 | 3 | 7 | 3½ aus 10   |
| 6        | Dirk Daniel van Geet  |          |                                                |        |             | 0           | ½        | 0                                              | 0      | 0           | 0           |  | 0 | 5 | 1 | ½ aus 6     |
| 7        | Haije Kramer          | 0        | ½                                              | 0      | 0           |             | 0        | 0                                              |        | 0           |             |  | 0 | 6 | 1 | ½ aus 7     |
| 8        | Hans Ree              | ½        | ½                                              | ½      | ½           | 1           | ½        | ½                                              | 0      | 0           | 0           |  | 1 | 3 | 6 | 4 aus 10    |
| 9        | Henk Bredewout        | 0        | 0                                              |        | 0           |             | ½        | ½                                              | ½      | 1           | ½           |  | 1 | 3 | 4 | 3 aus 8     |
| 10       | Franciscus Henneberke | 0        | 0                                              | 1      |             | 0           | ½        |                                                | ½      | ½           | ½           |  | 1 | 3 | 4 | 3 aus 8     |
| 1r.      | Fedde van Wijngaarden | ½        |                                                | 0      | ½           | ½           | ½        |                                                | 1      |             | ½           |  | 1 | 1 | 5 | 3½ aus 7    |
| 2r.      | Robert Hartoch        |          | ½                                              | ½      | ½           | 0           |          | 0                                              |        |             | 0           |  | 0 | 3 | 3 | 1½ aus 6    |
| Ergebnis | Ergebnis              | 4½       | 3                                              | 4      | 3½          | 2½          | 4        | 2½                                             | 4      | 3           | 2½          |  |   |   |   | 33½ aus 100 |

## Beste Brettergebnisse
| №   | Spieler            | Land        | Ergebnis  |
| --- | ------------------ | ----------- | --------- |
| 1   | Tigran Petrosjan   | Sowjetunion | 6 aus 10  |
| 2   | Svetozar Gligorić  | Jugoslawien | 7 aus 10  |
| 3   | Viktor Kortschnoi  | Sowjetunion | 5½ aus 9  |
| 4   | Wassili Smyslow    | Sowjetunion | 6 aus 9   |
| 5   | Gedeon Barcza      | Ungarn      | 7 aus 10  |
| 6   | Győző Forintos     | Ungarn      | 7½ aus 10 |
| 7   | Mark Taimanow      | Sowjetunion | 5 aus 8   |
| 8   | Juri Awerbach      | Sowjetunion | 6 aus 8   |
| 9   | Nikolai Krogius    | Sowjetunion | 4½ aus 8  |
| 10  | Issaak Boleslawski | Sowjetunion | 5 aus 6   |
| 1r. | Anatoli Lein       | Sowjetunion | 6 aus 7   |
| 2r. | Anatoli Lutikow    | Sowjetunion | 6½ aus 8  |